# Andreas Suttner
Andreas Suttner (25 settembre 1876 – 5 luglio 1953) è stato uno schermidore austriaco, vincitore di una medaglia d'argento nella scherma ai giochi olimpici.